# Grallaire à moustaches
Espèce
Statut de conservation UICN

 VU B1ab(i,ii,iii) : Vulnérable
La Grallaire à moustaches (Grallaria alleni) est une espèce de passereaux de la famille des Grallariidae.

## Répartition et habitat
Elle vit dans la cordillère des Andes en Colombie et en Équateur. On la trouve dans les forêts de nuages entre 1 800 et 2 500 m d'altitude.

## Liste des sous-espèces
Selon la classification de référence du Congrès ornithologique international (version 3.3, 2013) :
- sous-espèce Grallaria alleni alleni Chapman, 1912
- sous-espèce Grallaria alleni andaquiensis Hernández-Camacho & Rodríguez-M, 1979